# Galantamina
Galantamina (łac. galantaminum) – organiczny związek chemiczny, alkaloid, inhibitor acetylocholinoesterazy, występujący naturalnie w cebulach przebiśniegu.

## Działanie
Działa parasympatykomimetycznie, zwiększając napięcie mięśni szkieletowych, powoduje skurcz oskrzeli, nasila wydzielanie potu i soków trawiennych oraz zwęża źrenice. Przenika do ośrodkowego układu nerwowego i ułatwia przewodnictwo nerwowe.

## Zastosowanie
Jako lek stosowana jest w zwalczaniu chorób przebiegających z uszkodzeniem nerwów obwodowych i zaburzeniami w przekaźnictwie nerwowym, na przykład w różnych postaciach otępienia, między innymi w chorobie Alzheimera. Usprawnia pamięć u osób zdrowych. Ze względu na działanie kurcząco na mięśnie stosuje się ją także w leczeniu pooperacyjnej atonii pęcherza moczowego i jelit, a także w zatruciach kurarą. Ponadto galantamina zwiększa stężenie acetylocholiny. Jej zażywanie może wywołać nudności i biegunkę.